# Östfora
Östfora är en by i Järlåsa socken i västra delen av Uppsala kommun cirka 11 km norr om Järlåsa samhälle.
Östfora ligger längs länsväg C 623 mot Siggefora. Länsväg C 620 leder från Östfora till Järlåsa.

## Östfora behandlingshem
I Östfora ligger ett behandlingshem för vuxna alkohol- och narkotikamissbrukare. Hemmet grundades år 1912 i Björknäs, som ligger mellan Östfora och Järlåsa. Det flyttades till Östfora år 1932.
Östfora behandlingshem är idag LVM-hem. Huvudman är Statens institutionsstyrelse. Förutom tvångsvård erbjuds även vård på frivillig basis. Hemmet hade 32 platser år 1996.